# ČT sport
ČT sport ist ein tschechischer Sportsender, der am 10. Februar 2006 seinen Sendebetrieb aufnahm. Es handelt sich um ein Programm des öffentlich-rechtlichen Senders Česká televize.

## Geschichte
ČT sport nahm am 10. Februar 2006 als ČT4 Sport seinen Sendebetrieb auf. Im Jahr 2008 wurde er zu ČT4 und im September 2012 anschließend zu ČT sport umbenannt. ČT sport zeigt u. a. Fußball, Golf, Eishockey und viele andere Sportarten. Man kann den Sender auch gratis online ansehen. Er wurde sogar als „bester Sportsender der Welt“ bezeichnet.
Seit dem 11. November 2011 zeigt der Sender keine Werbung mehr.

## ČT sport HD
ČT sport HD begann den Sendebetrieb am 3. Mai 2012. Er ist via IPTV, DVB-T und über Satellitenfernsehen (via Astra 3B – DVB-S2) zu empfangen.